# ゲオルク・ハインリヒ・リューネマン
ゲオルク・ハインリヒ・リューネマン（ドイツ語：Georg Heinrich Lünemann、1780年9月3日-1830年1月8日）は、ドイツの古典文献学者、辞書編纂者。ゲッティンゲン生まれ。

## 生涯
ゲッティンゲンでギムナジウムに通い、言語学者・古代研究家として楔形文字を解読したゲオルク・フリードリヒ・グローテフェント(1775-1853)の生徒として学んだ。グローテフェントは1797年から同校で教鞭をとっていた。リューネマンは1799年から1802年までゲッティンゲン大学で学んだ。グローテフェントがフランクフルトのギムナジウムに転属になると、リューネマンが1803年9月、その後任としてゲッティンゲンのギムナジウムのギリシャ語・ラテン語の教師となった。1806年に博士論文を提出した。1813年、古典文献学者エルンスト・カール・フリードリヒ・ヴンダーリヒ(1783-1816)の後任としてギムナジウムの学長に就任した。
リューネマンはイマヌエル・ヨハン・ゲルハルト・シェラー(1735-1803)の死後、その残されたラテン語辞書の編纂作業に携わり、古代ローマの作家の文章を学校用の教科書として多数出版した。ゲッティンゲンのフリーメイソン支部の会員であった。
弟のヨハン・ハインリヒ・クリスティアン・リューネマン(1787-1827)も古典文献学者になり、ホメロスのイーリアス・オデュッセウスの語彙を集めた辞書を出版した。

## 出版

### 辞書
- Lateinisch-deutsches und deutsch-lateinisches Handlexikon (in Nachfolge Schellers ab der 4. Auflage 1806 und, in neuer Zählung, 1. Auflage 1807 bearbeitet von Lünemann; ab 7. Auflage 1831 bearbeitet von Karl Ernst Georges)（シェラーのラテン語辞書『ラテン語・ドイツ語＆ドイツ語・ラテン語中型辞書』の編纂。1806年：第4版、1807年：新規版数・第1版。1831年の第7版以降はカール・エルンスト・ゲオルゲスが編纂）
- Kleines lateinisches Wörterbuch in etymologischer Ordnung (in Nachfolge Schellers ab der 4. Auflage 1811 bearbeitet von Lünemann; 6. Auflage 1826 bearbeitet von Heinrich Ludwig Julius Billerbeck; ab 7. Auflage 1841 komplett neu bearbeitet von Karl Ernst Georges)（シェラーのラテン語辞書『語源順・小型ラテン語辞書』の編纂。1811年：第4版。1826年の第6版はハインリヒ・ルートヴィヒ・ユリウス・ビラーベックによる編纂。1841年の第7版以降はカール・エルンスト・ゲオルゲスが改訂・新版を編纂）
- Deutsch-lateinisches Wörterbuch, nach den classischen Schriftstellern der Römer und den besten neuern Latinisten kritisch bearbeitet in 4 Bänden (Göttingen 1821, wohl nur 1. Band erschienen)（リューネマン著『ドイツ語・ラテン語辞書：ローマの古典作家に基づき、最新のラテン語学者による批判的校訂による』全4巻、1821年ゲッティンゲン、実際に出版されたのは第1巻のみ）

### 文献学
- Descriptio Caucasi gentiumque Caucasiarum ex Strabone comparatis scriptoribus recentioribus (Leipzig 1803)
- Bibliotheca Romana classica probatissimos utriusque orationis scriptores latinos exhibens (Göttingen 1819)

### 編集
- Aelian: Varia Historia, mit griechisch-deutschem Wortregister (Göttingen 1811)（『アイリアノス：寓話集、ギリシャ語・ドイツ語の語彙集付き』）

### 読み物教科書
- ホラティウス(Horatius: Göttingen 1818)
- ウェルギリウス(Virgilius: Göttingen 1818)
- キケロ(Cicero: Ciceronis epistolae ad Atticum, ad Quintum fratrem et quae vulgo ad familiares dicuntur temporis ordine dispositae, Göttingen 1820–22, 4 Bände)（『アッティクス、弟クィントゥスへのキケロ書簡集』全4巻）
- ファエドルス、アウィアヌス、プブリウス・シルス、ディオニシウス・カト(Phaedrus mit Avian, Publilius Syrus und Dionysius Cato: Göttingen 1823)
- サルスティウス(Sallustius: Hannover 1825)
- タキトゥス(Tacitus: Hannover 1825)
- クルティウス・ルフス(Curtius Rufus: Hannover 1827)
- ティトゥス・リウィウス(Titus Livius: Hannover 1828/29)